# Győr oktatási élete
Győr dinamikusan fejlődő település. A városban és vonzásterületéről közel 50 000 gyermek, ifjú és felnőtt tanul a mintegy 100 nevelési-oktatási intézményében. Közel 5 000 dolgozó segíti a tanulást, a továbbtanulást, sikeresen előkészítve az életre.
Az elmúlt évtizedekben kiszélesedett a nevelési-oktatási intézményeknek alapítóinak és fenntartóinak köre. Erőteljesen csökkent a születésszám és az alkalmazható oktatási dolgozók száma. Az óvodákban és az iskolákban tért hódítottak a szülők, a társadalmi igényeket, a gyermekek érdekeit jobban kiszolgáló szakmai, módszertani kezdeményezések. Részben az állami normatíva elégtelensége, az önkormányzat integrációs törekvéseinek következtében átalakult a győri oktatás szerkezete.
1991-től az addig állami, oktatási intézményeket (főleg óvodákat, általános és középiskolákat) átadták a helyi önkormányzatnak további működtetésre. Megszűntek a gyárakban, a vállalatoknál kialakított jól felszerelt óvodák, tanműhelyek. Megjelentek az alapítványi és magánóvodák, magániskolák. Visszaállt az egyházak iskoláztatási joga.

## Óvodák
A városban 33 óvoda van. Ebből az önkormányzat 28-nak a tulajdonosa. Tizennyolc önállóan működik, tíz pedig többcélú intézményként tevékenykedik. Az óvodai hálózat a település teljes területét lefedi, így az ellátás teljes körű. A szülők ezen intézményeket félnapos vagy egész napos ellátással vehetik igénybe. A születésszám csökkenésével optimális a nevelők leterheltsége, mert egy csoportra átlagosan tíz gyermek jut. Az óvodák többsége speciális feladatot is ellát. A gyerekek elsajátíthatják a környezetvédelem és az informatika alapjait. Részesülhetnek művészeti-, ének-, zene-, tánc-, vizuális oktatás alapjaiban. Keresztény szellemű vagy Waldorf-típusú nevelést is kaphatnak. Nemzetiségi óvodák is vannak (pl.: Brunszvik Teréz német nemzetiségi óvoda). Logopédiai fejlesztéssel, mozgássérült gyermekek nevelésével 1-1 óvodában foglalkoznak. Egy óvodában asztmás, allergiás csoport működik. Egyben pedig a korai viselkedési zavarokkal küszködő gyermekek fejlesztését segítő csoport is működik.

## Általános iskolák
A városban eddig 34 intézményben működött általános iskola. A zeneiskolát is hozzászámítva 25 önkormányzati fenntartású. A településen érvényesül a szabad iskolaválasztás, így a győri agglomerációhoz tartozó településekről nagy számban írattak ide tanulókat. Ezzel a vidéki önkormányzatokat illetve azok iskoláit nagyon nehéz helyzetbe hozták. Az iskolák szakmai önállósága elősegítette az innovációs törekvések érvényesülését.
Számos iskolában egyéni arculatú módon, sajátos nyelvi, nemzetiségi nyelvű, nemzetiségű művészeti, művészeti és sportprogramok és képzési formák (balett, kézműves mesterségek, emelt szintű matematika, ének-zene) bővítik a kínálatot, segítik a választást.
Az óvodáskorúak körében az érzelmileg akadályozott gyermekek nevelését és a középsúlyos értelmi fogyatékos tanulók foglalkoztatottságát a megyei fenntartású Bárczi Gusztáv Óvoda és általános iskola látja el. A mozgáskorlátozott gyermekek konduktív foglalkoztatottsága az Erzsébet ligeti Óvodában és a Fekete István Általános iskolában folyik.
A város közigazgatási területén négy Általános Művelődési Központ (ÁMK) működik. Az önkormányzati iskolákban évről évre csökken a tanulók száma. Ezért az utóbbi években több általános iskola bezárt.

## Középiskolák
A városban 27 helyen folyik középfokú oktatás-nevelés kb. 15-20 000 fővel. Ebből kb. 2500 diák nem önkormányzati fenntartású intézet tanulója. Az önkormányzati intézményekben folyó középfokú képzés tartalma és szerkezete is sokat változott. Változtak a munkahelyeknek az oktatással szembeni elvárásai:
- nőtt az idegennyelvi,
- számítástechnikai ismeretek,
- a jó kommunikációs készség meglétének igénye.

Az oktatás jobban igazodik a társadalmi, gazdasági elvárásokhoz, az új műszaki-gazdasági kihívásokhoz illetve a piacgazdaság igényeihez. Néhány szakmát tekintve az intézményhálózatban túlképzés, illetve a – munkapiacon fontosnak ítélt – területen alulképzés folyik.
A felsőoktatásban való továbbtanulás eredményességét vizsgálva megállapítható, hogy a város iskolái előkelő helyen állnak az országos összehasonlításban.
A városban jelenleg működő egyházi, magán és önkormányzati középiskolák:
1. Apor Vilmos Római Katolikus Óvoda, Általános Iskola, Alapfokú Művészeti Iskola, Gimnázium és Kollégium
2. Baksa Kálmán Két Tanítási Nyelvű Gimnázium
3. Baross Gábor Közgazdasági Szakközépiskola
4. Bercsényi Miklós Középiskola
5. Czuczor Gergely Bencés Gimnázium
6. Deák Ferenc Közgazdasági és Informatikai Szakközépiskola
7. Felnőttek Középiskolája
8. Gábor László Műhelyiskola, Építőipari Szakképző Iskola
9. Hild József Építőipari Szakközépiskola
10. Jedlik Ányos Gépipari és Informatikai Középiskola és Kollégium
11. Kazinczy Ferenc Gimnázium és Kollégium
12. Kossuth Lajos Ipari Szakközépiskola és Kollégium
13. Kossuth Zsuzsanna Leánykollégium
14. Krúdy Gyula Gimnázium Idegenforgalmi, Vendéglátóipari Szakközépiskola és Szakiskola
15. Lukács Sándor Mechanikai és Gépészeti Szakközépiskola, Szakiskola és Kollégium
16. Pattantyús-Ábrahám Géza Ipari Szakközépiskola és Általános Művelődési Központ
17. Pálffy Miklós Kereskedelmi Szakközépiskola és Szakiskola, Kollégium
18. Péterfy Sándor Evangélikus Gimnázium, Általános Iskola, Óvoda, Alapfokú Művészeti Iskola és Kollégium
19. Petz Lajos Egészségügyi Középiskola és Kollégium
20. Prohászka Ottokár Orsolyita Gimnázium, Általános Iskola és Óvoda
21. Révai Miklós Gimnázium és Kollégium
22. Richter János Zeneművészeti Szakközépiskola és Kollégium
23. Speciális Szakiskola
24. Veres Péter Mezőgazdasági Szakközép- és Szakiskola, Kollégium.

## Felsőoktatási intézmények
Győrött három felsőoktatási intézmény működik.
- Győri Katolikus Hittudományi Főiskola a legrégebbi.

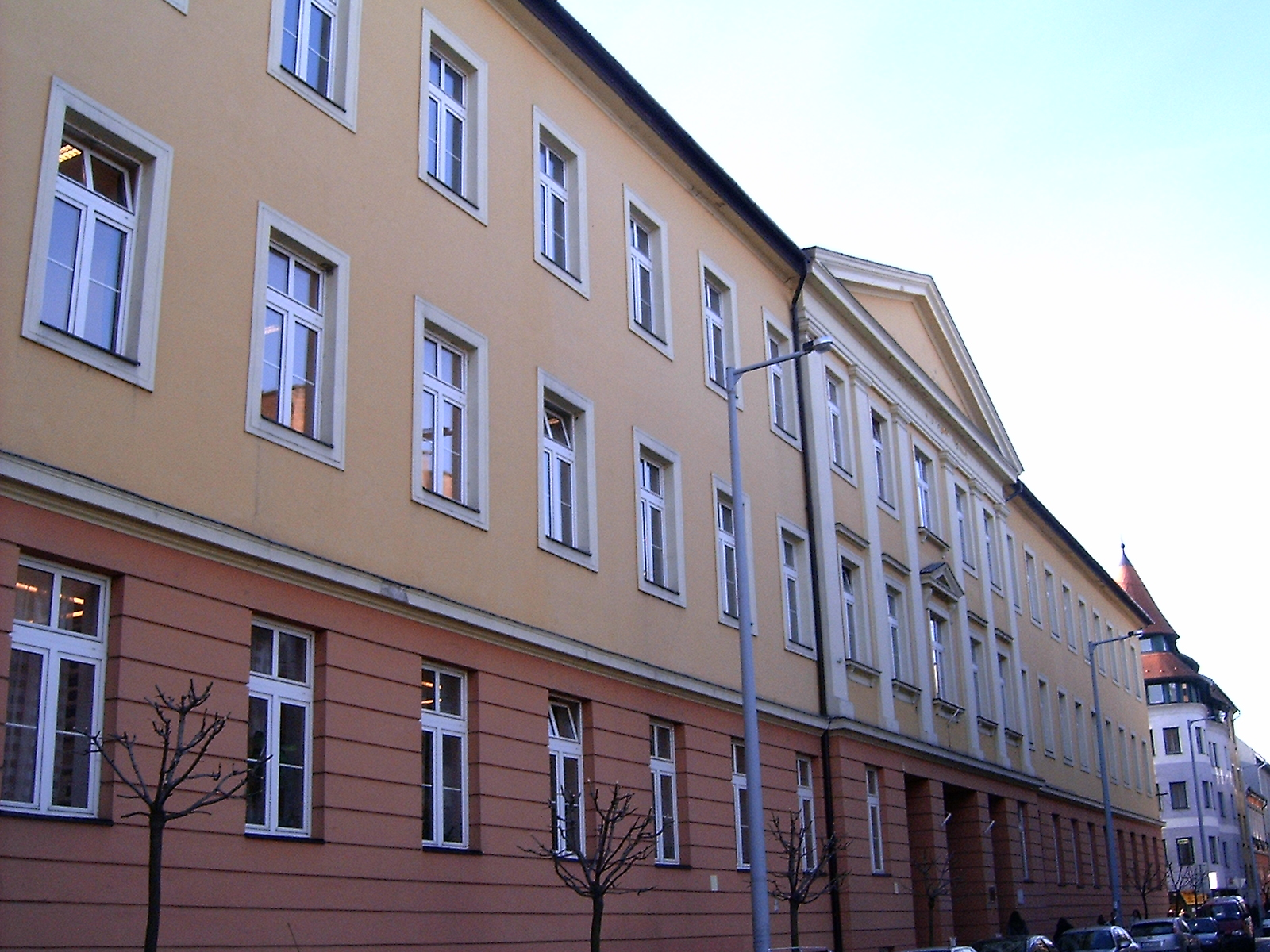
A Nyugat-Magyarországi Egyetem győri tanárképzője

A győri papnevelés kezdete a XIII. századra nyúlik vissza. A főiskola mai épülete 1910-re készült el. Az érettségre az első világháború végéig négy évet, a húszas évek elejétől öt évet kellett elvégezni. 1990 végétől hat évre emelték az oktatási időt.
- Nyugat-Magyarországi Egyetem Apáczai Csere János Tanítóképző Főiskolai Kara

A nagy múltú tanítóképzés folytatója. Az oktatás a Ratio Educationis rendelkezése alapján indult meg 1778-ban. A kétéves mesterképzők után 1872-től három, ugyanezen század kilencvenes éveitől négyéves tanítóképzésre tértek át. 1975-től főiskola lett. Az iskolában az 1995/1996-os oktatási évtől négyéves képzést vezettek be. 1997-ben a Nyugat-Magyarországi Egyetemhez integrálódott és, annak főiskola i karaként.
- Széchenyi István Egyetem

A város legfiatalabb felsőoktatási intézménye. A település 200 éve készült arra, hogy egyeteme legyen. 1968-as kormányhatározat alapján született meg a Közlekedési és Távközlési Főiskola, mely Révfalu-ban épült fel 1974-ben. A főiskola 1986-ban vette fel a „legnagyobb magyar" nevét. A Liszt Ferenc Zeneiskolai Tanárképző Intézet Győri Tagozata 1996-tól a főiskola művészeti fakultásaként Nyugat-Magyarországi Egyetemen folytatta tevékenységét. Az első közgazdász szakot végzettek 1999-ben vehették át a diplomájukat. Az ELTE Állam-, és Jogtudományi Kar győri tagozata tanulóit először 2000-ben avatták doktorrá.
2002-ben alakult meg a győri egyetem, két egyetemi karral és két nem ezekhez karokhoz tartozó oktatási intézettel:
- jogi és gazdaságtudományi kar,
- műszaki tudományi kar,
- zeneművészeti intézet,
- egészségügyi és szociális intézet.

## A város nevelési-oktatási intézményhálózatának változásai
A gyermeklétszám csökkenések, a gazdasági észszerűsítések az elmúlt másfél évtizedben nevelési-oktatási intézmények alapításához, megszűnéséhez szétválásához, integrálódásához, lényeges tartalmi és szerkezeti változásokhoz vezettek.
Az összevonások következtében az önálló óvodák száma tízzel, a tagóvodáké néggyel, az önálló általános iskolák száma öttel csökkent. Ez a folyamat napjainkban is folytatódik. A városi önkormányzat költségvetésének tetemes részét fordítja az oktatás finanszírozására. Az alig növekvő állami támogatás mellett igen magas az önkormányzati hozzájárulás aránya.
A város közgyűlése a millennium évében azzal is tisztelgett a helyi oktatás régi és mai sikerei előtt, hogy a Győrben is tanító, két jeles, tudós tanár Jedlik Ányos és Czuczor Gergely emlékére szobrot állíttatott a város központjában. A szoborpáros Rieger Tibor alkotása.

## Külső hivatkozások
Közoktatás:
- Apor Vilmos Katolikus Iskolaközpont
- Jedlik Ányos Gépipari és Informatikai Középiskola és Kollégium[halott link]

Felsőoktatás:
- http://uni.sze.hu/ Archiválva 2011. szeptember 2-i dátummal a Wayback Machine-ben
- http://atfk.nyme.hu/
- https://web.archive.org/web/20070622225404/http://www.gyhf.hu/jovokep.htm